# Gwynne Gilford
Pour les articles homonymes, voir Gilford.
Gwynne Gilford, née le 27 juillet 1946 à Los Angeles (Californie), est une actrice américaine.

## Biographie
Elle est mariée à l'acteur Robert Pine (depuis le 6 septembre 1969) et mère de l'acteur Chris Pine.

## Filmographie

### Cinéma
- 1972 : Attention au blob !
- 1973 : Satan's School for Girls (en)
- 1980 : Fondu au noir
- 1987 : Les Maîtres de l'Univers

### Télévision
- 1970-1971 : The Young Lawyers (en)
- 1978 : The Waverly Wonders (en)
- 1979-1980 : A New Kind of Family (en)